# SM-36 (航空機)
SM-36 STALMAは、アメリカ合衆国のベンチャー企業STAVATTI AEROSPACEが計画している戦闘機。STAVATTIは第6世代ジェット戦闘機であると主張している。機体名の「STALMA」はShort Take off Advanced Light Multi-role Aircraft（短距離離陸先進的軽多用途航空機）の略称。

## 経緯
SM-36の開発計画は、西側諸国で使用されていたF-16およびF/A-18を代替する戦闘機として1989年に開始されたが、統合打撃戦闘機計画の開始を受けて用途は輸出用軽戦闘機に変更された。当初の名称はF-26だったが、のちにSM-36に変更されている。2003年には試作機を完成させることが予定されていたが、のちに試作機の完成が2005年、さらに2007年に延期され、それも実際に完成することはなかった。現在ではF-35やタイフーン、ラファール、MiG-29、JAS 39などの後継機としての需要を見込み、2024年の初飛行、2025年から2030年の完成を目指した再設計が行われているが、本格的な計画の再始動はSTAVATTIがマルチロール機として開発を進めているSM-47の飛行試験以後とされている。なお、2016年現在ではSM-36単体の項目はSTAVATTIの公式サイトから削除されている。
再設計前の時点では、機体の輸出には通常の輸出やライセンス生産のほか、パイロット込みのリース契約を結ぶことも可能とされていた。また、輸出用に武装システムの構成を共通化したSWSC（Standard Weapon System Configuration）があり、SWSCによるS型のフライアウェイ・コストは4,000万から6,000万ドルとなる予定だった。再設計後のフライアウェイ・コストは5,000万ドルと予定されている。なお、STAVATTI公式サイト内のSM-36の完成予想CGの中には、洋上迷彩を施された航空自衛隊仕様のものも存在する。
なお、SM-36はその独特な形状などから、日本においては「邪神」と渾名されることがある。

## 機体
機体はアルミニウム、チタン、ステンレス鋼合金からなる一次構造とカーボンファイバー、アラミド、熱硬化性と熱可塑性を持つ樹脂からなる二次構造によって構成されたセミモノコック構造のブレンデッドウィングボディとなっている。エアインテークは可動式で、亜音速飛行時に用いられる機体下部のものと、超音速飛行時に用いる胴体両脇のもの、計3つを有する。飛行制御にはデジタルパワー・バイ・ワイヤを使用。また、艦上戦闘機としての使用も考慮されており、航空母艦上で運用するためのアレスティングフックを装備している。
主翼は5度から70度まで可変する（全てのハードポイントを使用している場合は35度までに制限される）可変後退翼であり、前進角のついた大型の全遊動式カナードと併せてX字型の翼平面形を構成している。尾翼は一対のV字尾翼で、主翼可変時の空力的補正のために独特の切れ込みが入れられている。
エンジンは推力40,000ポンド（18,140 kg）級のターボファンエンジン1基であり、スーパークルーズが可能。搭載するエンジンは顧客がプラット・アンド・ホイットニー F119-PW-100、プラット・アンド・ホイットニー F135、ゼネラル・エレクトリック/ロールス・ロイス F136のいずれかを選択することができる。エンジンノズルには赤外線やエンジン音の放出の減少を目的としてPSRS（Powerplant Signature Reduction Shroud）が装備されている。また、2箇所に空中給油口を持ち、フライングブーム方式とプローブアンドドローグ方式双方に対応することができる。
機体の形状はある程度RCS低減を考慮しているとされているが、そのステルス性は帯域透過外板、および機体の外殻と内殻の間に充填された低温のプラズマによるアクティブステルスに依存しているとされている。この低温プラズマは自己保護ネットワークによって制御され、レーダー波のエネルギーを事実上破壊したような状態にするほか、スカラー電磁波兵器への防護手段にもなるとされる。また、外部搭載物のステルス化にはRETSD（Radar Elusive Tactical Stores Dispensers）を用いる。
武装は、固定武装としてM61A2 バルカンを有するほか、両エアインテーク脇に最大搭載量453.6 kgの内部ウェポンベイを、主翼下8ヶ所と胴体下5ヶ所に合計最大搭載量11,340 kgのハードポイントを有している。火器管制用としてAN/APG-79アクティブ・フェーズドアレイレーダーを装備。また、SM-36用にSTAVATTIが独自開発する予定だった武装に、内部ウェポンベイに搭載できる小型短距離空対空ミサイル「GCM-4」と小直径爆弾「SDB-1」が存在する。
バリエーションとして、単座のマルチロール機であるS型と、複座の戦闘爆撃機兼練習機であるT型が予定されていた。また、C型、D型、Z型なども計画されていた。
上記の内容は再設計前のものであるが、大まかな外観と構造は再設計後も変わらず、新たなステルス技術とセンサー技術が導入される予定となっている。また、再設計後に搭載されるエンジンは推力50,000ポンド（22,680 kg）級のものに変更されており、プラット・アンド・ホイットニーおよびGE・アビエーション製の物のほか、新たにモトール・シーチ E1400-SE-520が追加されている。

## 諸元（計画値）
再設計前
- 全長：15.16 m
- 全幅：9.30 m - 17.37 m（可変）
- 全高：4.25 m
- 翼面積：41.81 m2
- 空虚重量：7,078 kg
- 運用重量：7,273 kg
- 最大離陸重量：27,560 kg
- エンジン：以下のいずれか × 1
  - P&W F119-PW-110 ターボファン
  - P&W F135 ターボファン
  - GE/ロールス・ロイス F136 ターボファン
- 推力：
  - 11,340 kg - 13,610 kg（戦闘推力時）
  - 15,880 kg - 18,140 kg（アフターバーナー使用時）
- 最大速度：マッハ2.4以上
- 巡航速度：マッハ0.9（1,111 km/h）あるいは520ノット（963 km/h）
- 実用上昇限度：22,860 m以上
- 航続距離：2,222 km以上（機内燃料のみ）、5,186 km以上（外部燃料タンク搭載時）
- 最大翼面荷重：659 kg/m2
- 武装：
  - M61A2 20mmガトリング砲 × 1（1,000発）
  - 各種ミサイル・爆弾
    - GCM-4
    - AIM-9 サイドワインダー
    - AIM-120 AMRAAM
    - AGM-65 マーベリック
    - AGM-84 ハープーン
    - AGM-88 HARM
    - AGM-154 JSOW
    - SDB-1
    - GBU-22 ペイブウェイIII/Mk.82
    - GBU-31 JDAM/Mk.84
    - GBU-32 JDAM/Mk.83
    - GBU-37 GAM（英語版）
    - CBU-97/B SFW
    - B61

など
- 乗員：1名（S型）、2名（T型）

再設計後
- 全長：17.68 m
- 全幅：19.51 m（最大）
- 全高：4.11 m
- 翼面積：53.88 m2
- 空虚重量：10,886 kg
- 最大離陸重量：29,484 kg
- エンジン：以下のいずれか × 1
  - P&WまたはGEAE製 ターボファン
  - モトール・シーチ  E1400-SE-520 ターボファン
- 推力：
  - 22,680 kg（P&WまたはGEAE製）
  - 23,814 kg（E1400-SE-520）
- 最大速度：マッハ2.8
- 巡航速度：マッハ0.85（1,050 km/h）
- 実用上昇限度：22,860 m
- 航続距離：6,297 km
- 最大翼面荷重：547 kg/m2
- 武装：
  - M61A2 20mmガトリング砲 × 1（1,000発）
  - 各種ミサイル・爆弾
- 乗員：1名